# Psephenopalpus browni
Psephenopalpus browni là một loài bọ cánh cứng trong họ Psephenidae. Loài này được Arce-Perez miêu tả khoa học đầu tiên năm 2004.